# Nkana Golf Club
De Nkana Golf Club is een golfclub in Kitwe, Zambia, dat opgericht werd in 1930. De club beschikt over een 18-holes golfbaan met een par van 72 en het parcours is voor de heren 6403 meter lang.
In mei 2014 ontving de golfclub voor de eerste keer het Zambia Open, een grote golftoernooi van de Sunshine Tour.

## Golftoernooien
- Zambia Open: 2014